# Microtome

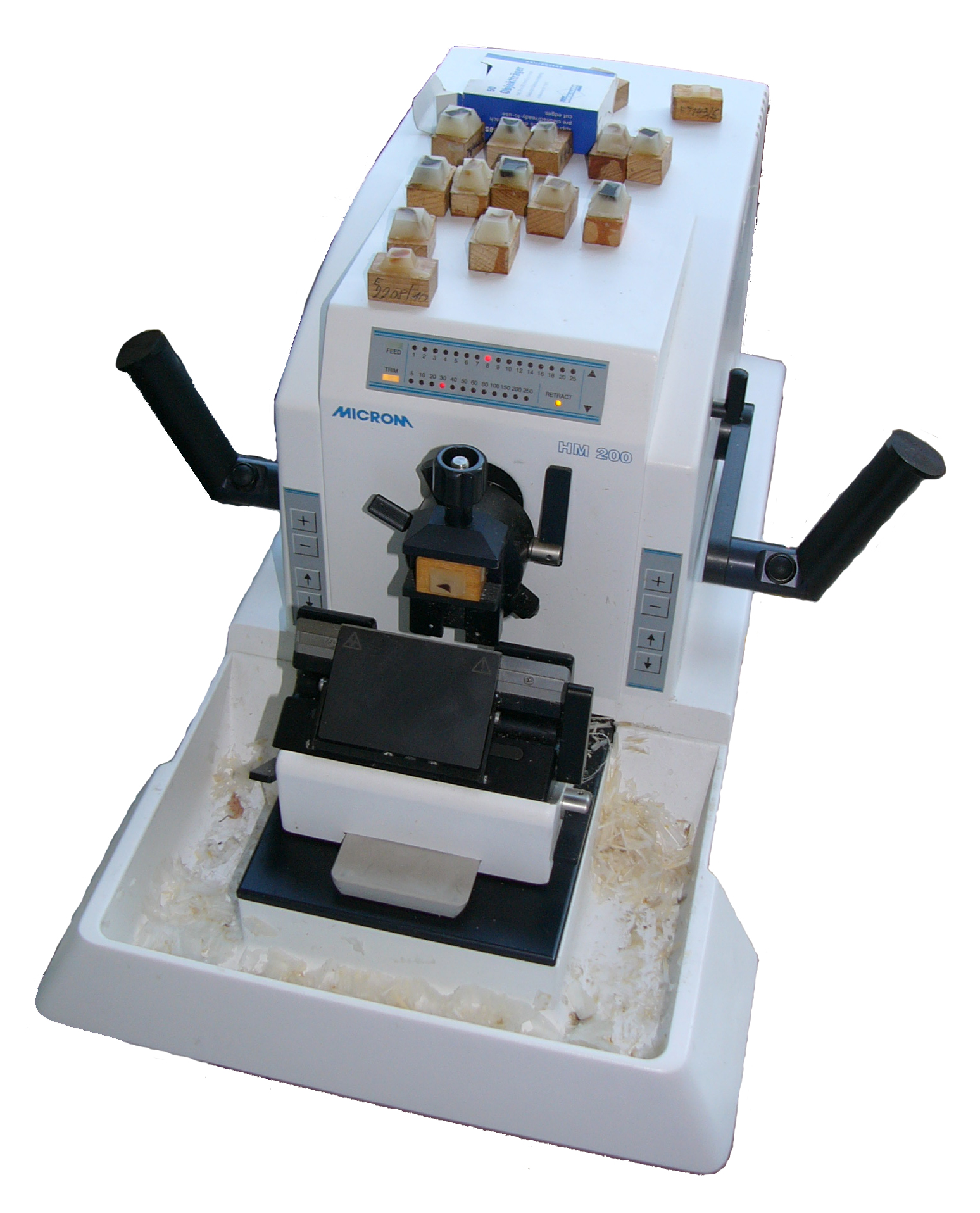
Microtome électrique

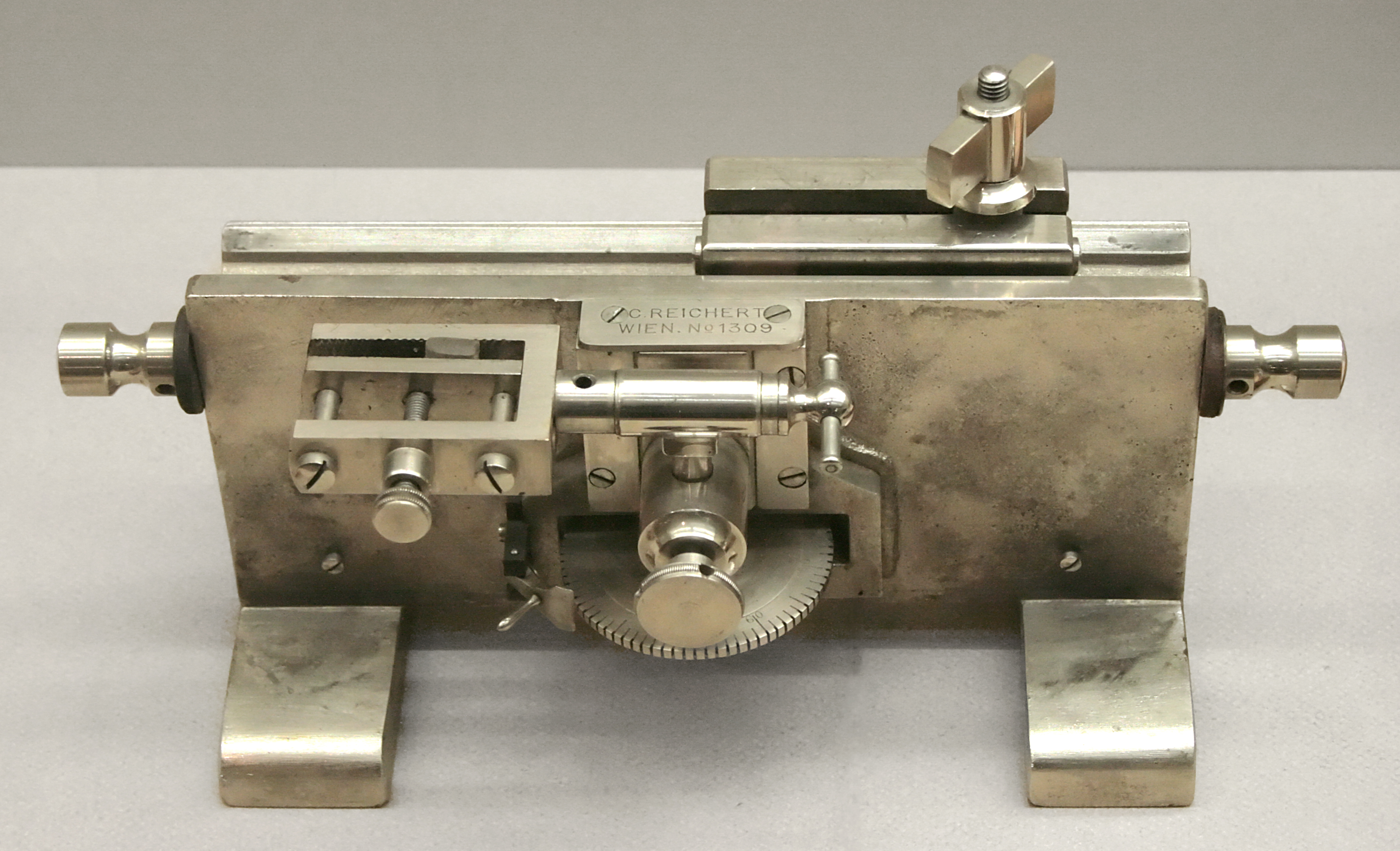
Microtome manuel

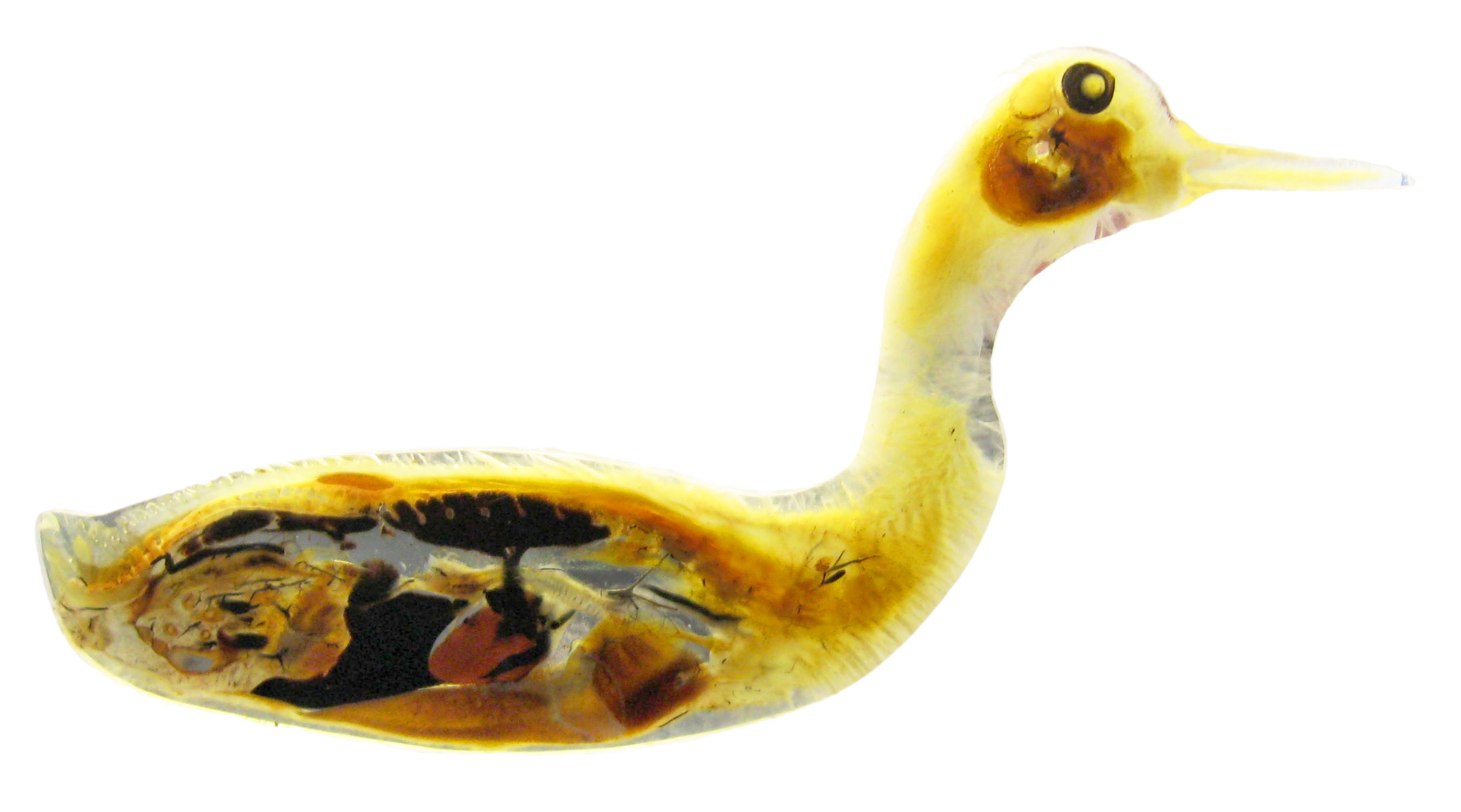
Coupe d'un oiseau (Naturkundemuseum de Berlin)

Un microtome est un appareil utilisé pour l'étude par coupe histologique des cellules. 

## Procédures
Il permet de créer de fines tranches de 2 µm à  25 µm du tissu étudié fixé et coloré, obtenues  grâce à un solvant (le plus souvent, du formaldéhyde). Le tissu passe  par une longue phase de colorations des cellules  différenciées par différents produits. Ensuite, il est déshydraté (remplacement de l'eau par de la paraffine) pour obtenir une solidité qui lui permet d'être découpé en tranches fines déposées à chaud sur la lame de verre de l'observation microscopique. 
Dans le cas d'une préparation exigeant d'être rapide (biopsie pendant une opération chirurgicale), le bloc prélevé est durci par congélation, découpé par un microtome placé dans une enceinte cryostatique. 
Dans ce dernier cas, la préparation mécanique du cryomicrotome obéit à des procédures mécaniques adaptées (graissage sans figeage).

## Principe
On utilisait autrefois pour la coupe la face la plus tranchante d'un éclat de verre.

Le microtome moderne est construit de manière à produire de fines tranches de matière, un peu comme le fait une  machine à couper le jambon opérant un mouvement vertical alternatif supportant le bloc à couper et équipé d'un rasoir prismatique fixe affûté par pâtes diamantées sur plaque de verre.
De nos jours la lame du microtome est souvent en acier ou dans un alliage comme pour les lames de rasoir alors que les ultramicrotomes (spécifique à la microscopie électronique et faisant des coupes pouvant aller jusque 20 nm) sont constitués d'une lame en diamant.  

## Utilité
Le microtome sert à produire des rubans de coupes de très faible épaisseur, observables au microscope optique, à partir d'un bloc obtenu après inclusion à la paraffine de l'objet à observer (suppression de l'eau contenue) ; les coupes obtenues placées sur lame sont colorées  ensuite pour en différencier les cellules et les tissus organiques.
- La technique initiale permettait de faire des coupes de 2 à 25 μm d'épaisseur;
- La méthode par cryosection (en) dans un cryostat par congélation rapide, ne nécessite que 10 minutes au lieu de 16 heures ; Coupes de 10 µm environ.
- L'ultramicrotome permet des coupes de 60 à 100 nm servant en microscopie électronique.